# Erpe (ort)
Erpe är en ort i Belgien.   Den ligger i provinsen Östflandern och regionen Flandern, i den centrala delen av landet, 28 km väster om huvudstaden Bryssel. Erpe ligger 16 meter över havet och antalet invånare är 4 903.
Terrängen runt Erpe är platt. Runt Erpe är det tätbefolkat, med 709 invånare per kvadratkilometer.. Närmaste större samhälle är Aalst, 4,4 km öster om Erpe. 
Omgivningarna runt Erpe är en mosaik av jordbruksmark och naturlig växtlighet.